# Lil' Mo
Cynthia Karen Loving, também conhecida artisticamente por Lil 'Mo (Long Island, Nova Iorque, Estados Unidos, 3 de novembro de 1978), é uma cantora de R&B, compositora e produtora musical. Ela é mais conhecida por colaborar com artistas como Tupac, Ja Rule, Tamar Braxton, Angie Martinez, Sacario, Missy Elliott, Ol' Dirty Bastard, e Fabolous, e por seu hit single, "Superwoman Pt. II."

## Biografia
Nascida em uma família militar, Amoroso foi criado  em Long Island, New York, mas mudou-se regularmente porsua família seguiu atribuições militares de seu pai. Junto com seus pais, o bispo Jacob e Primeira Dama Sr. Cynthia Loving , ela já viveu no Texas, Geórgia e Carolina do Norte, antes de se estabelecer em Baltimore, Maryland. Antes de se tornar uma cantora famosa começou cedo e ela sempre dizia respeito à meta, atuando em competições de talento.Por sua idade adulta, Lil' Mo tinha estabelecido a residir em Nova York no bairro de Manhattan, na esperança de seguir uma carreira musical lá. 

## Discografia

### Álbuns
- Based on a True Story (2001)
- Meet the Girl Next Door (2003)
- Pain & Paper (2007)
- P.S. I Love Me (2011)
- The SCARlet Letter (2014)[1]

#### Mixtapes
- P.S. I Love You (2011)
- No Shit Sherlock (2014)

### Tours
- Lilith Fair (Com Missy Elliott) (1998)
- Missy Elliott: Ao vivo em  Hamburgo / Alemanha (1998-1999)
- Sprite Simon Dtour Live (Com 3LW) (2003)
- Rock the Mic Tour (Com Jay-Z and 50 Cent) (2003)
- Seagram's Gin Live Tour (Com Xscape) (2005)

### Singles
| Ano                                 | Single                                   | Posição | Posição  | Álbum                                            |
| Ano                                 | Single                                   | U.S.    | U.S. R&B | Álbum                                            |
| ----------------------------------- | ---------------------------------------- | ------- | -------- | ------------------------------------------------ |
| 1998                                | "5 Minutes" (feat. Missy Elliott)        | —       | —        | Why Do Fools Fall in Love Soundtrack             |
| 2000                                | "Ta Da"                                  | 95      | 21       | Based on a True Story                            |
| 2001                                | "Superwoman Pt. II" (feat. Fabolous)     | 11      | 4        | Based on a True Story                            |
| 2001                                | "Gangsta"                                | —       | 57       | Based on a True Story                            |
| 2003                                | "4Ever" (feat. Fabolous)                 | 37      | 13       | Meet the Girl Next Door                          |
| 2003                                | "Ten Commandments" (feat. Lil' Kim)      | —       | 101      | Meet the Girl Next Door                          |
| 2003                                | "21 Answers"                             | —       | —        | Promo Single                                     |
| 2005                                | "Yeah Yeah Yeah" (feat. Miri Ben-Ari)    | —       | —        | Syndicated: The Lil' Mo Hour (álbum não lançado) |
| 2005                                | "Hot Boys, Hot Girls" (feat. Lil' Wayne) | —       | 28       | Syndicated: The Lil' Mo Hour (álbum não lançado) |
| 2005                                | "Mother of Your Child"                   | —       | —        | Syndicated: The Lil' Mo Hour (álbum não lançado) |
| 2005                                | "Dem Boyz"                               | —       | 86       | Syndicated: The Lil' Mo Hour (álbum não lançado) |
| 2007                                | "Sumtimes I" (feat. Jim Jones)           | —       | —        | Pain & Paper                                     |
| 2007                                | "Lucky Her"                              | —       | —        | Pain & Paper                                     |
| "—" não marcou posição nas paradas. |                                          |         |          |                                                  |

## Prêmios e Indicações
| Ano  | Prêmio                           | Categoria                                                  | Indicação                                         | Result   |
| ---- | -------------------------------- | ---------------------------------------------------------- | ------------------------------------------------- | -------- |
| 2001 | MTV Video Music Awards           | Best Rap Video                                             | "Put It on Me" (Com Ja Rule and Vita)             | Indicado |
| 2001 | The Source Awards                | Single of the Year                                         | "Put It on Me" (Com Ja Rule and Vita)             | Indicado |
| 2002 | ASCAP Rhythm & Soul Music Awards | Award-Winning R&B/Hip-Hop Songs                            | "Put It on Me" (Com Ja Rule and Vita)             | Venceu   |
| 2002 | BMI Urban Music Awards           | Songwriter of the Year (shared with Irv Gotti and Ja Rule) | "Put It on Me" (Com Ja Rule and Vita)             | Venceu   |
| 2002 | BMI Pop Music Awards             | Publishers/Writers of the Year                             | "Put It on Me" (Com Ja Rule and Vita)             | Venceu   |
| 2002 | BDS Certified Spin Awards        | 50,000 Radio Spins                                         | "If I Could Go!" (Com Sacario and Angie Martinez) | Venceu   |
| 2002 | BDS Certified Spin Awards        | 100,000 Radio Spins                                        | "If I Could Go!" (Com Sacario and Angie Martinez) | Venceu   |
| 2003 | Teen Choice Awards               | Choice R&B/Hip Hop Track                                   | "4Ever"                                           | Indicado |
| 2003 | Teen Choice Awards               | Choice Rap Track                                           | "Can't Let You Go" (Com Fabolous and Mike Shorey) | Indicado |
| 2003 | The Source Awards                | Best Rap/R&B Collabo                                       | "Can't Let You Go" (Com Fabolous and Mike Shorey) | Indicado |
| 2003 | ASCAP Rhythm & Soul Music Awards | Award-Winning R&B/Hip-Hop Songs                            | "Can't Let You Go" (Com Fabolous and Mike Shorey) | Venceu   |
| 2003 | ASCAP Rhythm & Soul Music Awards | Award-Winning Rap Songs                                    | "Can't Let You Go" (Com Fabolous and Mike Shorey) | Venceu   |
| 2003 | BDS Certified Spin Awards        | 50,000 Radio Spins                                         | "Can't Let You Go" (Com Fabolous and Mike Shorey) | Venceu   |
| 2003 | BDS Certified Spin Awards        | 100,000 Radio Spins                                        | "Can't Let You Go" (Com Fabolous and Mike Shorey) | Venceu   |
| 2003 | BDS Certified Spin Awards        | 200,000 Radio Spins                                        | "Can't Let You Go" (Com Fabolous and Mike Shorey) | Venceu   |
| 2004 | ASCAP Pop Music Awards           | Award-Winning Pop Songs                                    | "Can't Let You Go" (Com Fabolous and Mike Shorey) | Venceu   |
| 2005 | BDS Certified Spin Awards        | 100,000 Radio Spins                                        | "Superwoman, Pt. II"                              | Venceu   |